# Staben

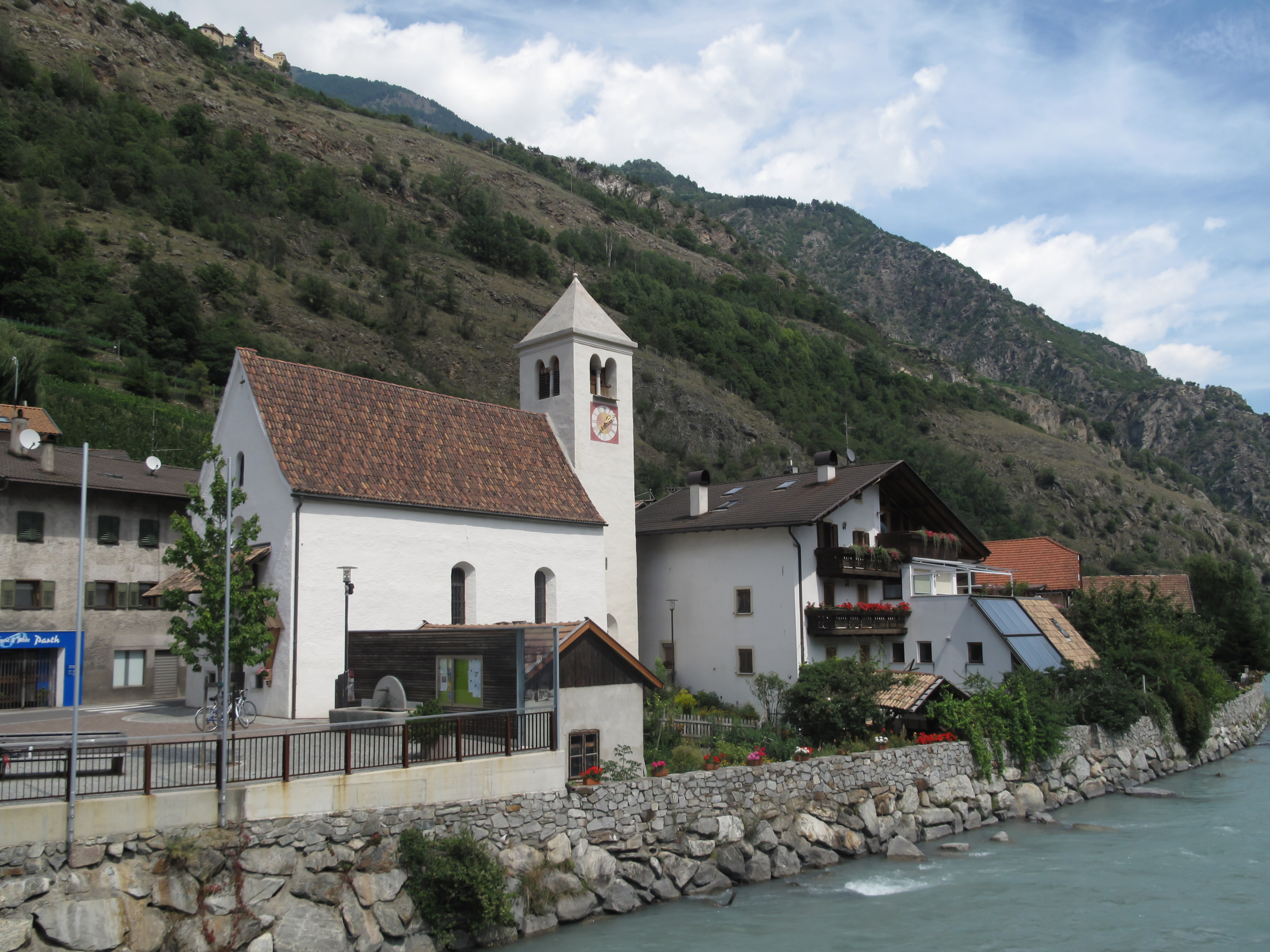
Der Ortskern von Staben mit der Kirche Unsere Liebe Frau

Staben (italienisch Stava) ist ein Dorf im Vinschgau in Südtirol (Italien) mit 407 Einwohnern (Stand Januar 2011). Staben ist eine Fraktion der Gemeinde Naturns. Nachbarorte sind der Hauptort der Gemeinde, Naturns, sowie Tabland und Tschars. Das in den letzten Jahren stark gewachsene Dorf hat rund 400 Einwohner, liegt mitten im Talboden des Etschtals und wird von der Etsch durchflossen.

## Geschichte
Staben wurde urkundlich erstmals 1237 als Stouben erwähnt. Der Name Staben kommt von  stuba ‚Dampfbad, Thermenanlage‘. Schon die Römer siedelten sich in Staben an, da es dort Heilquellen gab. Diese Heilquellen gab es noch bis ins 20. Jahrhundert. Dort entspringt die Quelle von Bad Kochenmoos, das heute ein Teil von Staben ist. Durch Staben führte die Via Claudia Augusta, eine wichtige römische Handelsstraße. 1904 wurden Staben und seine damals 120 Einwohner von einem Brand heimgesucht, von dem sich der Ort aber schnell wieder erholten. Bis 1928, als es Naturns angegliedert wurde, war Staben eine eigene Gemeinde.

## Verkehr
Für den Kraftverkehr ist Staben in erster Linie durch die Vinschger Staatsstraße erschlossen, die einst durch das Ortszentrum führte, aber 2003 in einen Umfahrungstunnel verlegt wurde. Der Bahnhof Staben bietet einen Zugang zur Vinschgaubahn. Zudem führt die Radroute 2 „Vinschgau–Bozen“ mitten durch den Ort.

## Bildung
In Staben gibt es eine Grundschule für die deutsche Sprachgruppe.

## Tourismus
In Staben beginnt der Vinschger Höhenweg, ein Fernwanderweg zur Etschquelle. 